# Balakovói járás

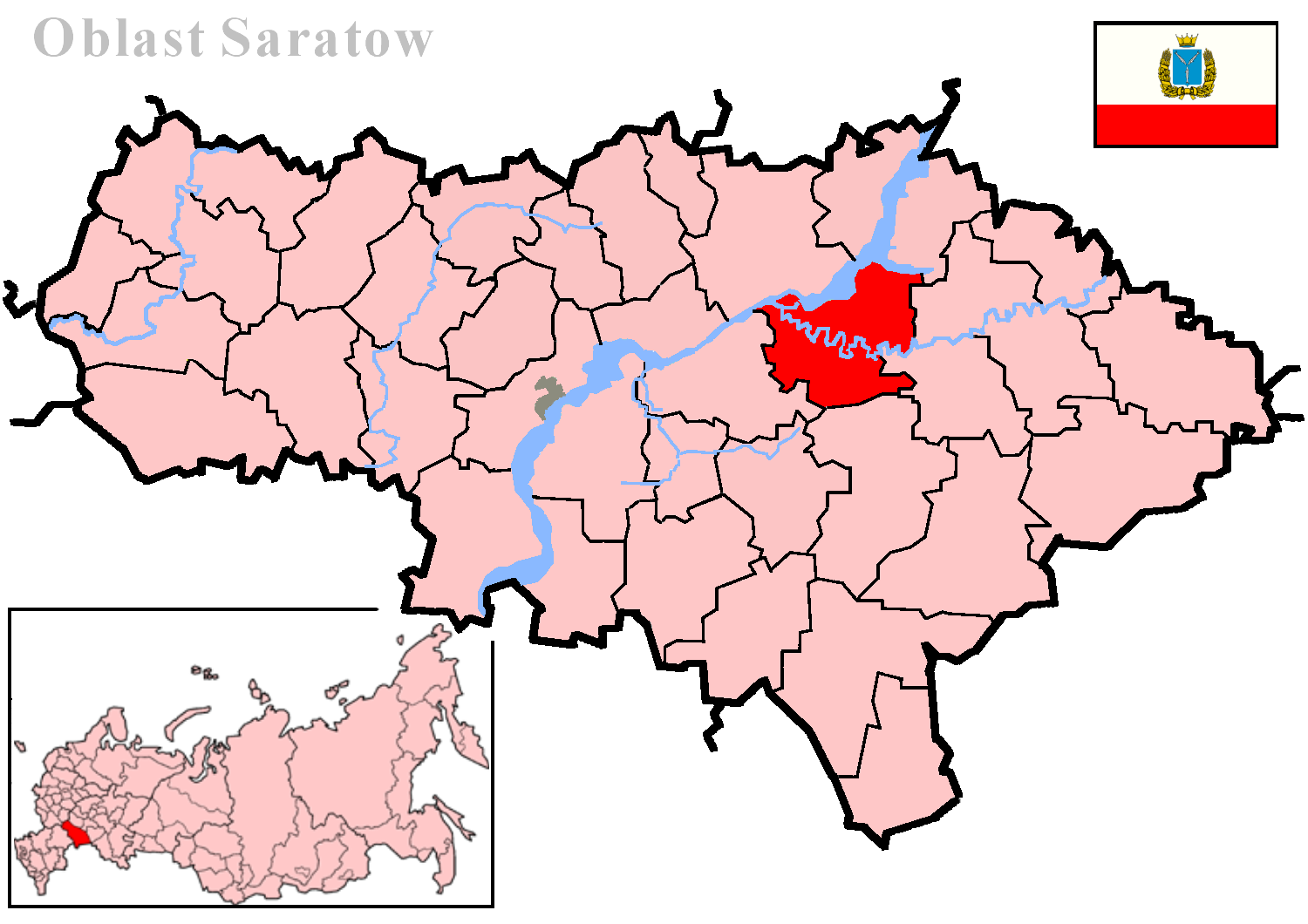
A Balakovói járás a Szaratovi területen

A Barakovói járás (oroszul: Балаковский муниципальный район) Oroszország egyik járása a Szaratovi területen. Székhelye Balakovo.

## Népesség
- 1989-ben 18 946 lakosa volt.
- 2002-ben 20 192 lakosa volt.
- 2010-ben 220 598 lakosa volt, Balakovo várossal együtt. A lakosság többsége orosz (200 497), a többi tatár (3750), ukrán (3647), kazah (1646), csuvas (1222), örmény (959), fehérorosz (892), mordvin (791), azeri (687), mari (678), német (472), baskír (393), lezg (264), cigány (252), udmurt (199), moldáv (142), üzbég (141), koreai (128), csecsen (124), tadzsik (99), grúz (63), zsidó (57), tabaszaran (47), avar (34), dargin (15), kurd (5), egyéb (605), nem nyilatkozott (2 789).